# Ximena Díaz
Ximena Díaz Muñoz (Lima, 14 de julio de 1978) es una actriz y administradora de empresas peruana, que ha desarrollado su carrera actoral en Argentina así como en su país natal, destacando en series y telenovelas.[cita requerida]

## Biografía
Ximena Díaz Muñoz nació el 14 de julio de 1978 en la capital peruana Lima.[cita requerida] Estudió la carrera de administración de empresas, la cual fue egresada sin ejercer la profesión. Al poco tiempo, optaría por la actuación recibiendo clases en el Taller de Formación Actoral de Roberto Ángeles y Alberto Ísola. En el año 2002 se muda a Argentina por varios años, inicialmente para recibir talleres de teatro en el dicho país. Hizo su debut de manera oficial como actriz participando en la telenovela argentina La mujer de Lorenzo con su personaje de Micaela Zambrano «Mimí». Tuvo una breve participación en la telenovela Ferrando, de pura sangre en 2005 donde interpretó a la prima y esposa del fallecido presentador televisivo Augusto Ferrando, doña Mercedes Ferrando Dietz,[cita requerida] y participó en la telenovela musical RBD, la familia como Fabiola en 2007.[cita requerida]
Tras terminar sus proyectos en el país gaucho, Díaz regresa a su país natal allá por 2012 continuando así su faceta actoral, participando en la adaptación del musical Chicago y la telenovela La Tayson, corazón rebelde en el papel de Florencia Peña. Además, participó en el otro formato Taxxi, amores cruzados en 2013 en el papel de «La viuda» e inicia su participación en la serie Al fondo hay sitio con su personaje de Beatriz Franco «Betty» en 2015, quién sería la expareja de Koky Reyes y madre de Daniela Reyes. Asumió el protagónico de la obra teatral Bajo la terapia como Paula el año 2016, adicionando sus protagónicos en la telenovela Amores que matan.
Tras haber participado en series y telenovelas en Perú, en 2022 se incluye al reparto de la telenovela cómica Maricucha con su personaje de María Teresa Corbacho «Teté», inicialmente como antagonista y a partir de la segunda y última temporada el año 2023, asumiría el protagónico de la ficción. Seguidamente, antagonizó el musical Luz de luna: La aventura en su personaje de «La bruja». En este proyecto compartió roles con los protagonistas André Silva y Naima Luna, y otras figuras actorales como Ray del Castillo.
Protagonizó junto al argentino Sergio Paris en el montaje Nerium Park, en el personaje de Martha el año 2019 y fue parte de la obra Relatos siniestros 2 de la productora Big Bang Films. Participó en la película Dating & New York en 2019 en un personaje secundario.[cita requerida]

## Vida personal
A mediados de los años 2010, comienza su relación sentimental con el veterinario peruano Francisco «Pancho» Cavero, presentador del extinto programa de televisión Dr. Vet, con quien tiene dos hijos en la actualidad. Díaz y Cavero formaron dupla para el programa de telerrealidad El gran chef famosos.

## Trayectoria artística

### Televisión
| Año       | Título                       | Rol                                     | Notas                                             | Ref.             |
| --------- | ---------------------------- | --------------------------------------- | ------------------------------------------------- | ---------------- |
| 2002      | La mujer de Lorenzo          | Micaela Zambrano / «Mimí»               | Rol principal                                     | [ 4 ]            |
| 2005      | Ferrando, de pura sangre     | Mercedes Ferrando Dietz / «Meche»       | Rol de participación especial                     | [cita requerida] |
| 2005      | Divorciados                  |                                         | Rol secundario                                    | [cita requerida] |
| 2007      | RBD, la familia              | Fabiola                                 | Rol secundario                                    | [cita requerida] |
| 2009-2010 | Clave uno: médicos en alerta | Fátima Bravo                            | Rol secundario                                    | [cita requerida] |
| 2010      | Malparida                    | Miranda Ruíz                            | Rol secundario                                    | [ 1 ]            |
| 2012      | La Tayson, corazón rebelde   | Florencia Peña                          | Rol principal                                     | [ 1 ]            |
| 2013-2014 | Taxxi, amores cruzados       | «La viuda»                              | Rol secundario                                    | [ 5 ]            |
| 2015      | Al fondo hay sitio           | Beatriz Franco / «Betty»                | Rol recurrente                                    | [ 6 ]            |
| 2016      | Amores que matan             |                                         | Rol protagónico (Capítulo 1: «Interrogatorio II») | [cita requerida] |
| 2016      | Amores que matan             | Natalia                                 | Rol protagónico (Capítulo 16: «La suegra»)        | [ 7 ]            |
| 2017      | Pensión Soto                 | Maya Perales                            | Rol protagónico                                   | [cita requerida] |
| 2018      | Torbellino, 20 años después  | Carmen Durán                            | Rol principal                                     | [cita requerida] |
| 2019      | Chapa tu combi               | Lucila Bustos de Morales                | Rol principal                                     | [cita requerida] |
| 2022      | Maricucha                    | María Teresa Corbacho Espinoza / «Teté» | Rol antagónico reformado                          | [ 8 ]            |
| 2023      | Maricucha                    | María Teresa Corbacho Espinoza / «Teté» | Rol protagónico                                   | [ 9 ]            |
| 2023-2024 | Papá en apuros               | Natalia Rodríguez                       | Rol de antagonista principal                      | [ 15 ]           |
| 2024      | El gran chef famosos         | Ella misma                              | Participante (temporada 6)                        | [cita requerida] |
| 2024      | Tu nombre y el mío           | Kathy Morales                           | Rol principal                                     | [cita requerida] |

### Cine
| Año  | Título              | Rol                 | Notas          | Ref.             |
| ---- | ------------------- | ------------------- | -------------- | ---------------- |
| 2011 | Juntos para siempre | «Mesera»            | Rol secundario | [cita requerida] |
| 2014 | Loco cielo de Abril | Viviana             | Rol principal  | [ 16 ] [ 17 ]    |
| 2019 | Pelícano            | Wedding Party Guest | Rol secundario | [cita requerida] |
| 2021 | Dating & New York   |                     | Rol principal  | [cita requerida] |

### Teatro
- Chicago (2012)[1]
- Relatos siniestros 2 (2015)
- Bajo la terapia (2016) como Paula (protagónico).[3]
- Nerium Park (2019) como Martha (protagónico).[11]
- Luz de luna: La aventura (2022) como la Bruja (antagónico principal).